# Томчаруяха (приток Вэнгаяхи)
Томчаруяха (устар. Томчару-Яха) — река в России, протекает по Ямало-Ненецкому АО. Устье реки находится в 1 км по правому берегу реки Вэнга-Яха. Длина реки составляет 36 км. В 16 км от устья по левому берегу впадает река Хояха.

## Данные водного реестра
По данным государственного водного реестра России относится к Нижнеобскому бассейновому округу, водохозяйственный участок реки — Пур. Речной бассейн реки — Пур.
Код объекта в государственном водном реестре — 15040000112115300056384.